# 聖多諾黑
聖多諾黑（法語：St-Honoré）是一種法式糕點，由香緹鮮奶油醬、希布斯特奶油醬和加了甜的冷藏小泡芙製成，有時會以拉丁語寫作聖和諾萊塞（英語：St. Honoratus）。

## 歷史
根據名烘焙師皮耶·拉岡（Pierre Lacam）和安托萬·夏哈布（Antoine Charabot）在他們的著作中提到，聖多諾黑是由巴黎糕餅師希布斯特（Chiboust）於 1840年發明依Larousse Gastronomique一書指出是1846年，靈感來自於一種名為“瑞士布丁”的波爾多甜點。 他將自己的糕點命名為聖多諾黑，即他的糕點店所在的街道，同時也是向亞眠第八任主教和麵包師的守護神聖多諾黑致敬。

## 作法

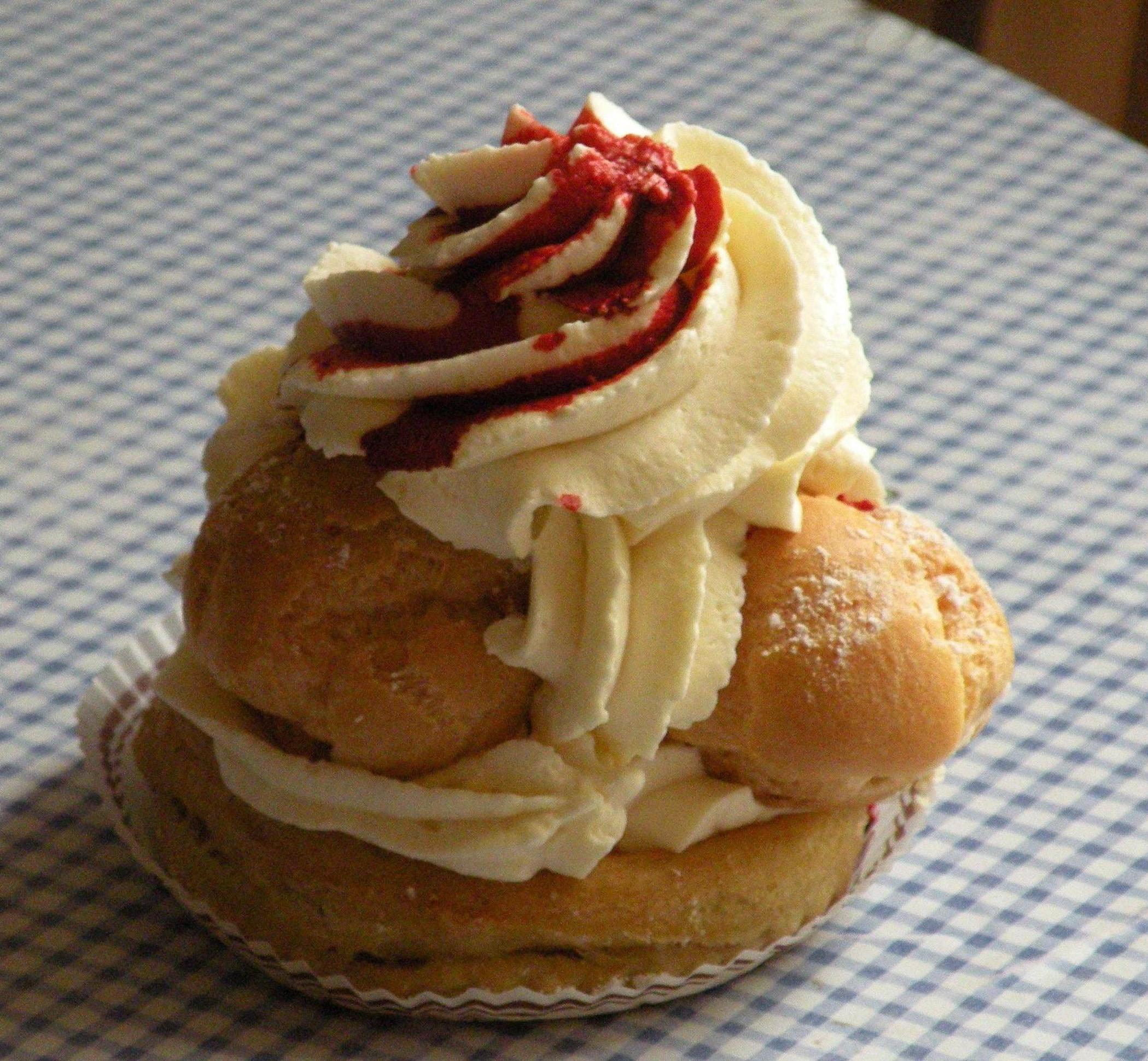
聖多諾黑

以酥皮、塔皮或脆餅的底部，上面放上泡芙等再加以烘烤。然後擠上糕點用奶油，邊緣放上小泡芙，再使用同樣的奶油在上面擠花，然後在最上方放上焦糖、巧克力或果醬點綴。甜點最後用擠花袋將希布斯特奶油醬或更一般的單純香緹奶油醬填滿在聖多諾黑中心。